# Per-Sjulsatjärnen, Lappland
Per-Sjulsatjärnen är en sjö i Arvidsjaurs kommun i Lappland och ingår i Skellefteälvens huvudavrinningsområde.